# 罨画池
罨画池是中国四川省成都市下辖的崇州市市中心的一处园林，是四川园林中川西园林的代表作之一。罨画池园林始建于唐朝，初名“东亭”，是一座衙署园林。宋时，江原知县赵抃在园中开凿罨画池，加之后来苏元老、陆游等文人的经营，罨画池的园林格局大体奠定，并成为蜀中名胜。宋之后，官方对罨画池的修葺与重建大都以纪念陆游、赵抃两人为主题，罨画池因而逐渐演变成为现今的公共性纪念园林。
罨画池现存建筑群多为清朝重建，全园由罨画池、陆游祠和崇慶州文廟三部分组成，总占地34541平方米，其中水面14600平方米，建筑面积5946平方米，全园格局及建筑保存完好，是中国少数几处保存至今的唐宋衙署园林之一。罨画池具有浓厚的地域特色和很高的艺术价值。
罨画池于1991年4月16日被列為四川省第三批文物保護單位，于2001年6月25日被列為第五批全國重點文物保護單位。

## 沿革

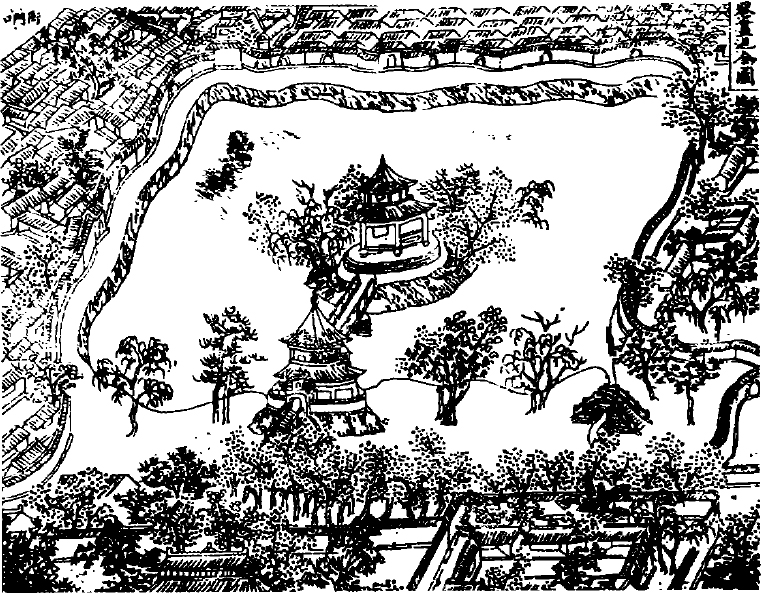
清光绪年间绘制的罨画池地图

### 唐
唐时，罨画池及其东南一带最初是蜀州（今崇州）州署的郡圃，同时兼有驿站功能，被称为“东亭”，当时此处并没有湖池存在。唐时蜀州风气“尚侈好文，俗好歌舞”，东亭也逐渐演变为蜀州地方官待客、游赏的衙署园林。唐上元元年（760年）冬，时任蜀州刺史的诗人裴迪邀杜甫一同在东亭送客，杜甫写下的《和裴迪登临蜀州东亭送客逢早梅相忆见寄》一诗是证明东亭具有园林性质的最早记载。诗中有“东阁官梅动诗兴”一句，不仅说明了东亭作为官家衙署园林的事实，也使得园中的梅阁和梅园因杜诗而存留至今。

### 宋
北宋庆历年间（1041年-1048年），赵抃（字阅道）入蜀任江原知县，并开始了较大规模的造园活动。赵抃在兴修水利以引水灌溉农田时，顺便将水引入郡圃并开凿湖池蓄水，作起居观游之用。园内此时已有“囿亭”、“东轩”等建筑，还将开凿湖池时所得的土石在池中堆成人工岛。北宋嘉佑二年（公元1057年），赵抃作《蜀杨瑜邀游罨画池》，诗中有“占胜芳菲地，标名罨画池”两句，不仅首次提到“罨画池”之名，而且也指出，罨画池得名于园中的缤纷花木。
北宋政和年间（1111年-1118年），苏东坡族孙苏元老在崇州任知县。他在任职期间对罨画池继续进行营建。在苏元老的经营之下，罨画池内造景已颇为丰富，拥有了溪、泉、湖、瀑等元素，同时园林建筑也初具规模，亭、台、楼、阁等一应俱全，成为一处带有浓郁人文气息的衙署园林。
南宋乾道九年（1173年）春，陆游出任蜀州通判，居住在罨画池南岸的恰斋。在蜀州期间，陆游写下了120余首描写当地风物的诗作，其中30余首都与罨画池相关，对罨画池的描写非常详致。陆游在诗中提到了罨画池中小楼、朱阁、恰斋、萱房、放杯亭、重阁、画船、小桥等园林建筑，以及“三千官柳”、“百亩湖竹”等植物景观，同时还记录了在罨画池中发生的捉蝶、垂钓、观燕，戏鱼，瓶插、弹鸦护雀、饮酒赋诗等游园活动。陆游在离蜀后仍然对罨画池十分留恋，写下了“小阁东头罨画池，秋来长是忆幽期”等忆怀罨画池的诗句。

### 明清

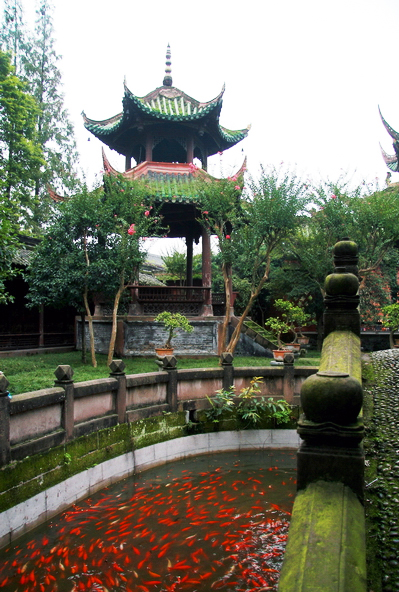
始建于明洪武年间的崇慶州文廟一景

明洪武元年（1368年），蜀地人士为了纪念曾在此地为官的陆游和赵抃，在罨画池畔修建了赵陆二贤祠，祠门悬“琴鹤梅花”四宇匾额，其中“梅花”代表陆游的风骨气节，“琴鹤”代表赵抃的清正廉洁（相传赵抃入蜀为官时，随身仅带一琴一鹤）。从此之后罨画池园林便以陆游、赵抃两人为立意，建筑与景点多用陆赵两人的典故或诗文命名，逐步演变成为公共性纪念园林。同时，洪武年间在罨画池南又修建了崇庆州文廟建筑群。
在明末清初的战乱中，罨画池损毁严重，只有罨画池、环湖道路和少量建筑存留。清康熙年间开始重建崇庆州文廟建筑群，并在罨画池南岸土台之上重建尊经阁。自乾隆五十五年（1790年）起，罨画池园林开始进行大规模的修葺与拓建，后继营建工作一直持续到光绪年间，罨画亭、琴鹤堂等建筑都建于此时。同时，此期间崇庆州知州有不少江南人士，在修葺过程中亦借鉴了一些江南园林的造园手法。

### 近现代
民国五年（1916年），罨画池被辟为公园。1955年，罨画池被更名为人民公园，同时新建大门并废除了原有的东门。新门位于西北角，面向较为繁华的大东街。1960年代，罨画池东北角新增建了一组兼有船埠功能的亭、廊、榭。1974年，罨画池东北角增建听诗观画亭与池北半亭，并在尊经阁西南增建了以王勃《送杜少府之任蜀州》一诗为立意的比邻廊。1981年，人民公园复更名为罨画池。1982年，对二贤祠进行修复，并将其改为了陆游祠。2008年起，崇州市开始对罨画池及其周边进行整体打造，对罨画池水环境进行整治，同时保护周边特色民居，并对周边临街建筑进行风貌整治。罨画池在2008年5月的汶川大地震中受损严重，2009年修复。

## 造园艺术

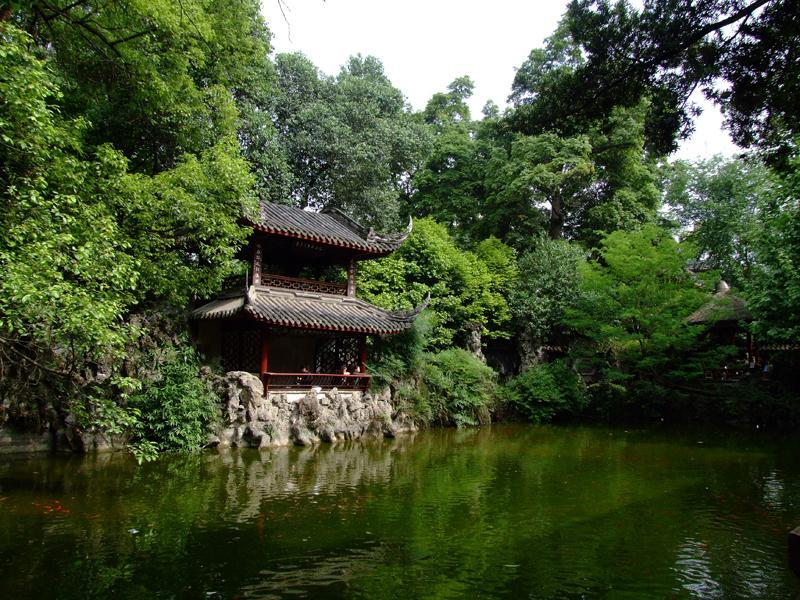
罨画池内池是罨画池全园的精华之处

### 格局
罨画池全园由罨画池、陆游祠和崇慶州文廟三部分组成，以罨画池水面为中心进行布局，总占地34541平方米，其中水面14600平方米，占42%；建筑面积5946平方米，仅占17%。全园水面宽广、假山众多、花木繁茂，而建筑则多集中于罨画池东南两侧，且较为疏朗，具有四川园林崇尚自然，造园注重营造山水的普遍特点。罨画池中陆游祠和崇慶州文廟是两组相对独立的建筑群，陆游祠轴线由罨画池向东延伸而成，崇慶州文廟轴线由罨画池向南延伸而成，使罨画池全园总平面呈“T”型。

### 建筑
现存罨画池建筑群大都重建于清中后期，为典型的清代川西建筑风格，由环罨画池建筑群、崇慶州文廟建筑群和陆游祠建筑群三部分组成，其中崇慶州文廟和陆游祠建筑群相对独立，但又与园林其它部分巧妙连接。

#### 环罨画池建筑群
环罨画池建筑群是园林建筑群的主体又可以分为三部分：一是尊经阁与罨画亭，二是琴鹤堂庭院建筑群，三是近代以来增建的亭、廊、水榭等建筑。尊经阁与罨画亭位于崇慶州文廟建筑群轴线上，是崇慶州文廟建筑群的延续，将崇慶州文廟建筑群与罨画池紧密联系起来。尊经阁建于罨画池南土台之上，是全园的制高点，同时崇慶州文廟建筑群轴线与陆游祠建筑群在其前的花园相交，让尊经阁也成为了罨画池全园的景观中心。尊经阁上视野极佳，可将罨画池、崇慶州文廟、陆游祠景色尽收眼底。
琴鹤堂庭院建筑群北临外池、东纳内池、西以云墙同尊经阁相接，南面为陆游祠入口甬道，其所在之处为陆游任蜀州通判时所居住的“怡斋”旧址。琴鹤堂之名源于曾任江原县令的赵抃“一琴一鹤”入蜀的典故。琴鹤堂庭院建筑群由琴鹤堂、琴鹤堂庭院、问槑山馆、瞑琴待鹤之轩、半潭秋水一房山、风送花香入酒卮、水面风来菡茗香（望月楼）、野趣亭、飞虹桥、云墙曲巷、荟萃园等组成。琴鹤堂庭院建筑群是罨画池全园的精华之处，在造园艺术上成就最高，此处景致虚实有秩、疏密得当、步移景易，游玩其中十分具有趣味性。
近代以来增建的建筑主要包括比邻廊、听诗观画亭、池北半亭和池东北兼作船埠的亭、廊、榭等，其中比邻廊以王勃《送杜少府之任蜀州》一诗为立意。这些建筑一定程度上改善了罨画池外池西岸、北岸的空旷之感，也使全园的建筑格局更加的平衡。

#### 陆游祠建筑群

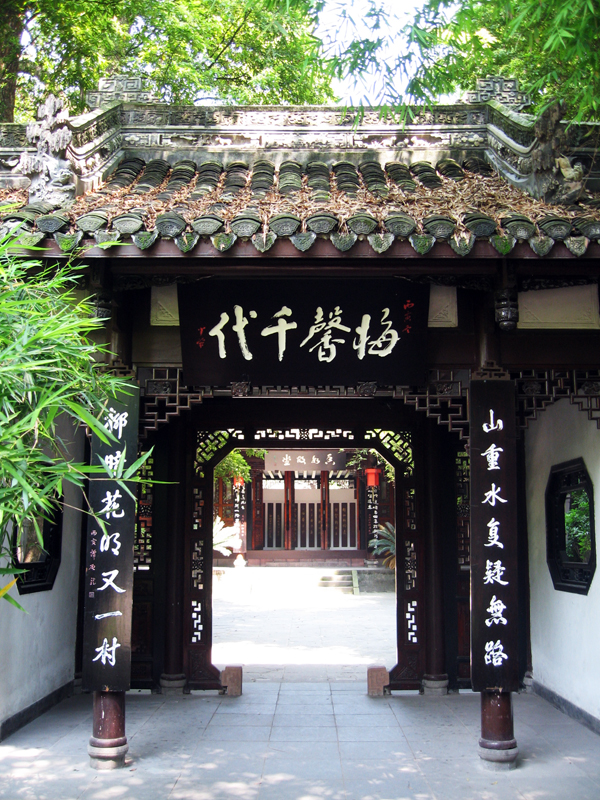
陆游祠中的梅馨千代

陆游祠建筑群位于罨画池东南部，是一组有明确中轴线的左右对称的纪念性建筑，总占地2261m²，其中建筑面积754m²。陆游祠所在处原为纪念赵抃、陆游两人的赵陆公祠，1982年进行修复后改为纪念陆游一人的陆游祠。陆游祠纪念性流线起于尊经阁东南，建筑自西向东沿轴线进行布局，依次为大门、入口甬道、梅馨千代（过厅）、香如故堂（序馆）、两庑、放翁堂（正殿）。放翁堂后的花园为梅园，园内建有吊梅阁（信有亭）、同心亭、驿楼等建筑。陆游祠形制与其它四川祠堂建筑差异不大，其入口甬道狭长，北为较矮的半透的花墙，南为较高的白墙，林木森森，较为特殊，但有助于建筑纪念性的营造。

#### 崇慶州文廟建筑群
崇庆州文庙建筑群位于罨画池南部，是四川地区保存最完好的文庙建筑群之一，始建于明洪武年间，后毁于战火，现存建筑大都为清康熙年间重建，总建筑面积2400m²。州文庙南起文庙街，北至罨画池南岸，建筑沿长约500m的南北轴线布置，由南到北依次为三牌坊、月儿池、照壁、仪门、棂星门、鼓乐亭、泮池、戟门、大成殿、钟鼓楼、启圣殿、尊经阁，另外罨画亭与池北半亭也位于此轴线上。 

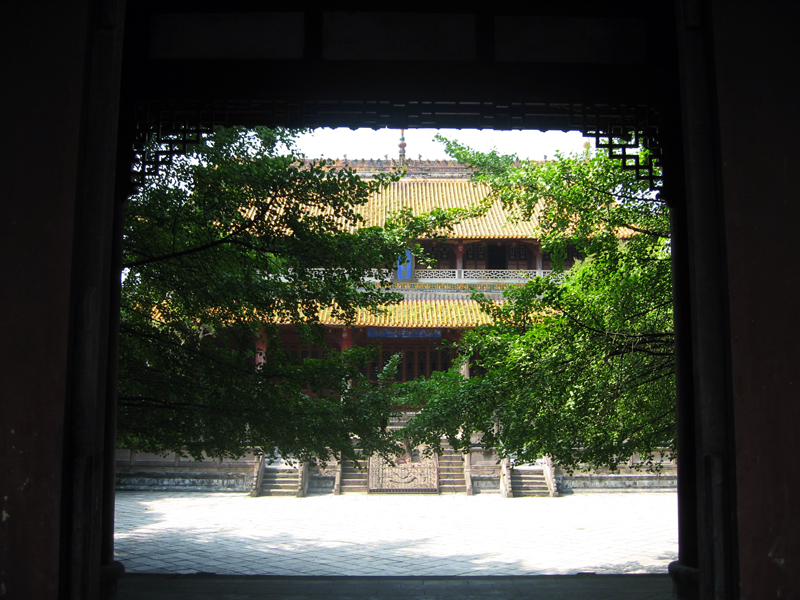
崇庆州文庙大成殿

### 理水
罨画池内水面面积14600平方米，占总面积的42%，是园内景观的主体。罨画池整体呈“L”型，分为较小的内池与较大的外池，外池呈东西方向为长边的长方形，从外池东南角向南延伸出内池，中间以三折廊桥作为分隔。另外园内还有一条水道联通罨画池与陆游祠、崇慶州文廟内水系。罨画池原仅有外池，光绪年间，对罨画池原有水系进行了梳理，开通了罨画池西北角五云溪入水口，又在外池东南角开凿内池，并导内池水进入琴鹤堂建筑群，并既而引出至陆游祠和崇慶州文廟建筑群，最终与崇慶州文廟的泮池、月儿池相通。罨画池外池景色开阔疏朗，内池景色精致宜人，使用了水池尺度与建筑疏密进行双重对比的理水手法，丰富了空间层次。

### 堆山砌石
罨画池外池部分保留了较多唐宋时期四川园林的风格，多以土堆山，风格素朴，视野开阔，池中有一用土堆积而成的岛屿，上建有罨画亭。罨画池内池池岸均使用钟乳石砌筑而成，同时沿池岸分布有较多由钟乳石砌筑而成的假山，环池步道隐于假山之间，同时池畔的水面风来菡茗香（望月楼）、野趣亭等建筑均建于假山之上。内池以西的琴鹤堂庭院以假山为特色，该假山亦为钟乳石砌筑而成，是四川地区现存规模最大的园林假山之一，形式优美，游玩其中趣味十足。其山顶建有草亭，可俯瞰全园景色。

## 人文
罨画池作为衙署园林，从唐代兴建之初便一直由文人仕官经营，拥有深厚的人文底蕴，是蜀中名胜之一。裴迪、赵抃、苏元老、陆游等人由于在崇州为官而长期在罨画池居住，并亲自参与了罨画池的营建工作，从而留下了大量关于罨画池的文学作品。除主政崇州的仕官外，杜甫、范成大、张爱萍等名人亦与罨画池结缘。